# Allianspartiet
Allianspartiet (ALP) var ett svenskt högerpopulistiskt politiskt parti.

## Historik
Allianspartiet bildades som en utbrytning ur gamla Ny demokrati i mitten av 1990-talet och hade aktiva lokalavdelningar i framförallt Skåne, Värmland och Östergötland. Under 00-talet avstannade verksamheten över landet med undantag för Burlövs kommun där partiet hade två kommunala mandat. Allianspartiet ville bli en svensk motsvarighet till Dansk Folkeparti och ställde upp även i riksdagsvalen 1998–2010.

## Valresultat

### Riksdagsval
| År   | Röster | % | Mandat   |
| ---- | ------ | - | -------- |
| 1998 | 175    | – | 0 av 349 |
| 2002 | 58     | – | 0 av 349 |
| 2006 | 133    | – | 0 av 349 |
| 2010 | 87     | – | 0 av 349 |

### Kommunalval

#### Burlövs kommun
| År   | Röster | %    | Mandat  |
| ---- | ------ | ---- | ------- |
| 1998 | –      | 3,6  | 2 av 41 |
| 2002 | 472    | 5,36 | 2 av 41 |
| 2006 | 493    | 5,49 | 2 av 41 |
| 2010 | 318    | 3,34 | 1 av 41 |